# کاستریوت اسلامی
کاستریوت اسلامی (آلبانیایی: Kastriot Islami؛ زادهٔ ۱۸ اوت ۱۹۵۲) یک سیاست‌مدار اهل آلبانی است.